# دهنو کوخدان
دهنو -دنا، روستایی از توابع بخش مرکزی شهرستان دنا در استان کهگیلویه و بویراحمد ایران است. دهنو در فاصله ۵ کیلومتری سی سخت و در همجواری روستاهای سرمور و کوخدان و در نزدیگی قلل دنا و کوه گل زیر قله قلم و گرده برد زرد واقع شده‌است. این روستا در حدود ۲۵۰ سال پیش توسط میرشکار علی کرم صیادی از طایفه دول یاری باشت تأسیس شدو بعد از ان کا لهراسب حیدری از طایفه اولاد علی مؤمن از روستای زیبای کوخدان به روستای دهنو مهاجرت کرد و کا علی عباسی از طایفه اولادمیرزاعلی از چشمه چنار به این روستا مهاجرت کردند. این روستا دارای جاذبه‌های گردشگری بسیار و طبیعتی چشم نواز است و مردمان تحصیل کرده، با فرهنگ و مهمان نواز ان همواره با خوشرویی پذیرای گردشگران و مسافران هستند. شغل اکثر مردم این روستا کشاورزی و دامپروری است و سوغات محلی ان انواع میوجات و سبزیجات و عسل و صنایع دستی بسیار زیبا ساکنین ان است.
مردم این روستا امروزه از طوایف اولاد علی مؤمن و سید و دول یاری و اولادمیرزاعلی تشکیل شده‌اند.

## جمعیت
این روستا در دهستان دنا قرار دارد و براساس سرشماری مرکز آمار ایران در سال ۱۳۹۰، جمعیت آن ۳۵۰ نفر (۷۰خانوار) بوده‌است که خانواده‌های بزرگ و با اصالت صیادی، حیدری، رمضانی، لهراسبی، بابایی، موسوی ٫ صالحی ٫ فرهادی ٫ عباسی.